# Sosnovka (Kamtxatka)
|  | Per a altres significats, vegeu «Sosnovka». |

Sosnovka (en rus: Сосновка) és un poble del krai de Kamtxatka, a Rússia, que el 2020 tenia 1.005 habitants. Pertany al districte de Iélizovo.